# كريستيان كور
كريستيان كور (بالإيطالية: Christian Core)‏ هو متسلق صخور ‏ إيطالي، ولد في 5 أكتوبر 1974 في سافونا في إيطاليا.

## وصلات خارجية
- الموقع الرسمي
- كريستيان كور على موقع الاتحاد الدولي لرياضة التسلق (الإنجليزية)
- كريستيان كور على موقع IMDb (الإنجليزية)